# Pwyll
Pwyll var i den brittiska keltiska mytologin prins i Dyfed och herre över Annwn, den andra världen. Make till Rhiannon och fader till Pryderi. Pwyll betyder antagligen vett på medelkymriska.
Pwyll är huvudpersonen i Mabinogions första gren som bär hans namn. Grenen består av tre delar i den första förolämpar Pwyll Arawn kungen över ett av Annwns riken. Som bot byter Arawn och Pwyll plats och Pwyll är inte bara kysk mot Arawn fru han besegrar även Arawns fiende Hafgan. Arawn har tagit väl hand om Dyfed och han och Pwyll blir goda vänner och efter första delen av omnämns han till Pwyll Penn Annwn, Pwyll herre över Annwn. Den andra delen handlar om hur Pwyll uppvaktar Rhiannon, vinner hennes hand förlorar den och vinner den tillbaka. Den sista delen handlar om Rhiannon och Pwylls gifta liv. Ädlingarna i Dyfed tycker inte om Rhiannon och försöker övertala Pwyll att förskjuta henne först för att hon inte föder barn och senare när hon har fött en son anklagar de henne för att ha dödat sonen, Pryderi. Pwyll tvingas då motvilligt låta Rhiannon som straff bära in alla som ville till hans hov. Som tur var återlämnades Pryderi till Rhiannon och Pwyll i slutet av grenen.
Berättelsen om hur Pwyll överlistar motståndarens alla knep för att vinna Rhiannons hand brukar liknas vid årstidernas växlingar. På kymriska uttalas Pwyll som "poəɬ".